# Babs Gons
Babs Gons (Utrecht, 13 augustus 1971) is een Nederlands schrijver, columnist voor Het Parool, dichter en spoken word performer (voordrachtskunstenaar). Sinds 24 september 2023 is ze Dichter der Nederlanden. Haar dichtbundel Doe het toch maar werd gepubliceerd in april 2021.

## Biografie
Gons groeide op in een klein dorp bij haar moeder, zonder haar vader, die kort na haar geboorte terugkeerde naar Texas.
Ze studeerde Talen en Culturen van Latijns-Amerika in Leiden. Eind jaren negentig kwam ze in New York in aanraking met spoken word en daarna werd ze in Nederland een prominente performer van deze voordrachtskunst. Vanaf 2001 organiseerde ze in Paradiso tien jaar lang Palabras, een maandelijks podium voor jonge dichters en schrijvers, waaronder Amerikaanse en Engelse artiesten. In 2007 richtte ze samen met Lies Aris Poetry Circle Nowhere op, een "landelijk platform voor schrijvende performers en performende schrijvers". Ze was tot 2014 artistiek leider van het platform. Ze staat bekend als "de koningin van spoken word".
In 2018 ontving Gons een Black Achievement Award in de categorie kunst en cultuur. In 2020 werd ze genomineerd voor de Gieskes-Strijbis Podium Prijs "omdat zij, naast de wezenlijke bijdrage die ze leverde en levert voor het Nederlandse Podiumkunstenlandschap, zichzelf als kunstenaar steeds opnieuw blijft uitvinden."
Ze is samensteller van de bundel Hardop, een overzicht van de spoken word-scene in Nederland met – naast haar eigen teksten – ook werk van onder meer Akwasi, Sandy Bosmans, Gershwin Bonevacia en Siham Amghar.
Sinds juli 2019 schrijft Gons elke zaterdag een column in Het Parool.
Gons werd in 2020 genomineerd voor de Gieskes-Strijbis Podiumprijs, "omdat zij, naast de wezenlijke bijdrage die ze leverde en levert voor het Nederlandse Podiumkunstenlandschap, zichzelf als kunstenaar steeds opnieuw blijft uitvinden".
In 2021 werd ze door de Stichting Collectieve Propaganda van het Nederlandse Boek (CPBB) aangesteld als Boekenweekdichter binnen het thema Tweestrijd. Ze schreef in dat kader het boekenweekgedicht Polyglot.
Ze is de Vrije Schrijver 2021/22 van de Vrije Universiteit Amsterdam.
In 2022 werd zij benoemd tot lid van de Akademie van Kunsten, onderdeel van de Koninklijke Nederlandse Akademie van Wetenschappen. Ook kreeg ze dat jaar De Johnny en de daarbij horende trofee genoemd naar Johnny van Doorn.
In 2023 werd ze benoemd tot Dichter des Vaderlands, voor een termijn van twee jaar, ingaande in september van dat jaar. Ze is daarmee de negende Dichter des Vaderlands en de opvolgster van Lieke Marsman. Op zondag 24 september 2023 werd ze formeel geïnaugureerd tijdens het International Literature Festival Utrecht (ILFU). In 2024 ontving Babs Gons de Gouden Ganzenveer.